# Kristianstad Arena
Die Kristianstad Arena ist eine Mehrzweckhalle in der schwedischen Stadt Kristianstad, Provinz Skåne län, an der Südspitze des Landes. Seit der Eröffnung 2010 ist sie die Heimspielstätte des Männer-Handballvereins IFK Kristianstad (Handbollsligan). Seit 2019 nutzt auch der Frauen-Handballverein Kristianstad HK (Svensk HandbollsElit) die Veranstaltungsarena.

## Geschichte
Das Bauunternehmen NCC Construction Sverige Aktiebolag wurde als Auftragnehmer mit der Errichtung der Halle beauftragt. Für Sportveranstaltungen wurde mit etwa 4500 Besucherplätzen geplant. Bei Konzerten sollte sie rund 5000 Besucher fassen. Sie wurde direkt neben die 1964 eingeweihte Kristianstad Idrottshall (deutsch Kristianstad Sporthalle) gebaut. Bis zur Eröffnung der neuen Arena war sie die Heimat des IFK Kristianstad und der weiteren Ballsportarten.
Die Kristianstad Arena bietet 21.000 m² Fläche für verschiedenste Veranstaltungen. Es stehen zwei Restaurants mit 120 und 168 Plätzen, sechs Verkaufsstände und sechs V.I.P.-Logen mit insgesamt 92 Sitzplätzen zur Verfügung.
Die Sportarena wurde als eine von fünf schwedischen Hallen für die Handball-Weltmeisterschaft der Männer 2023 in Schweden und Polen ausgewählt. Es sind sechs Partien der Vorrunde in Kristianstad geplant. Bereits 2011 war die Arena eine von acht Spielstätten einer Handball-Weltmeisterschaft der Männer. Es fanden Spiele der Vorrundengruppe A, der Hauptrundengruppe II, Platzierungsspiele sowie ein Halbfinale in Kristianstad statt.
2018 wurde die Musikshow Andra Chansen (deutsch Zweite Chance) im Rahmen des Melodifestivalen, dem schwedischen Vorentscheid für den Eurovision Song Contest in der portugiesischen Hauptstadt Lissabon veranstaltet. Darüber hinaus finden Konzerte schwedischer Künstler und Bands wie Alcazar, Felix Sandman, Måns Zelmerlöw, Jenny Berggren, Pernilla Andersson, Lars Winnerbäck, Shirley Clamp oder Wiktoria, in der Halle statt. Auch die britischen Bands The Answer und Whitesnake gaben hier ein Konzert.

## Galerie

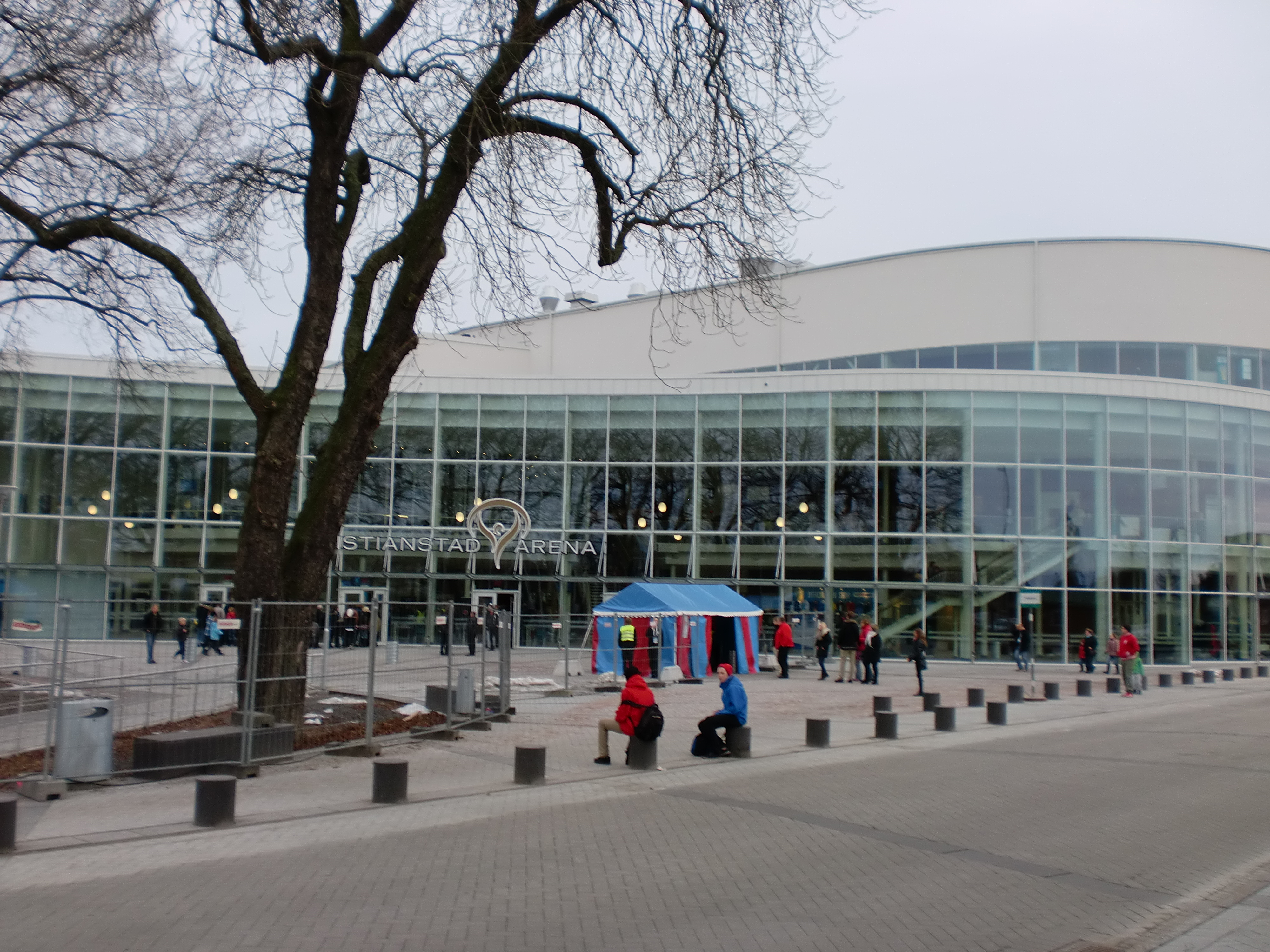
Die Arena während der Handball-Weltmeisterschaft der Herren 2011
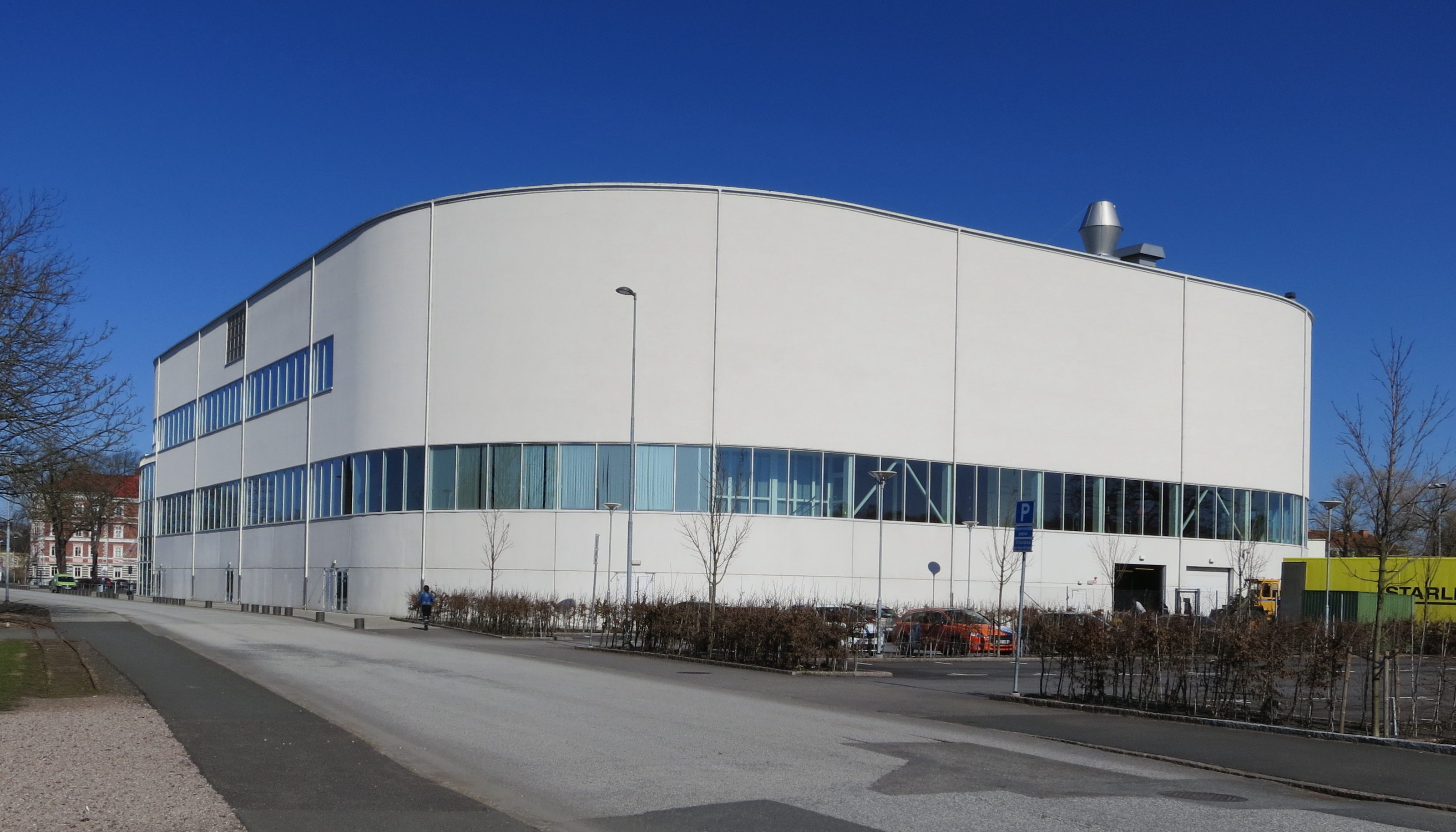
Rückseite der Kristianstad Arena im März 2014
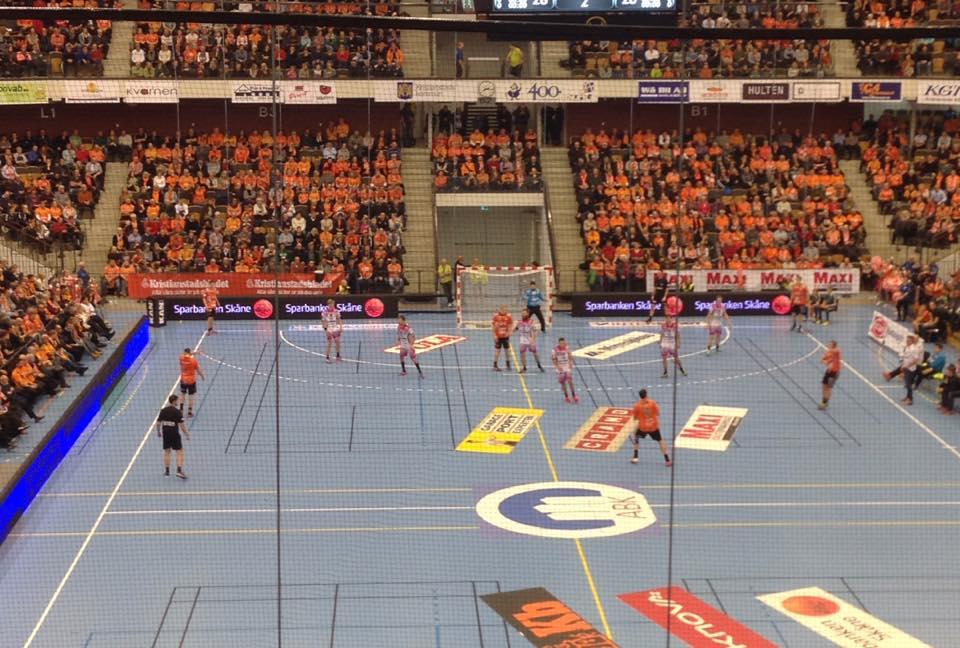
Spiel des IFK Kristianstad gegen den HK Malmö am 22. Dezember 2014
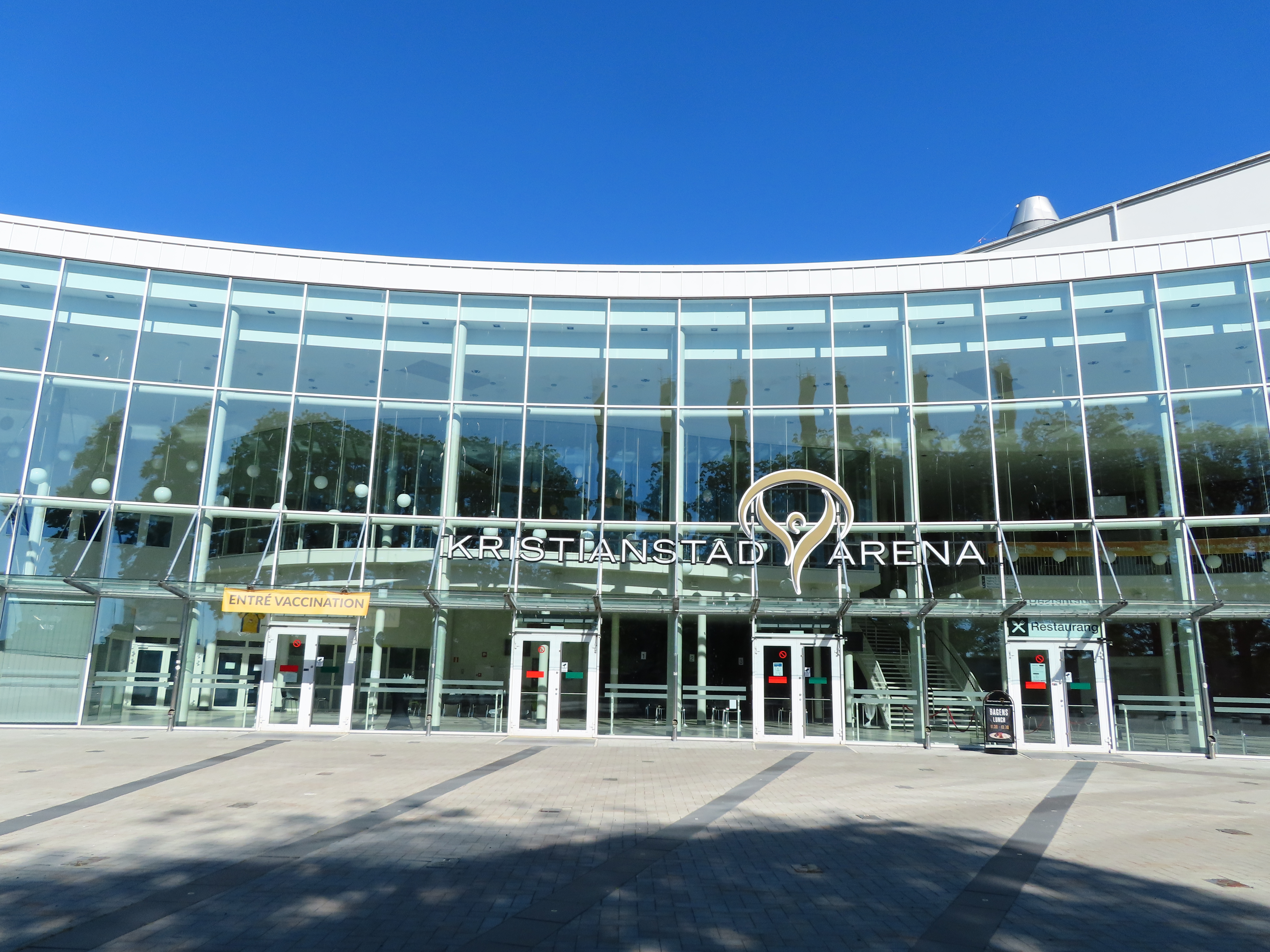
Der Eingangsbereich im Juni 2021